# Jouy-en-Josas
Jouy-en-Josas er en kommune i Yvelines-afdelingen i Île-de-France-regionen i Frankrig.
Indbyggerne kaldes "Jovaciens" og "Jovaciennes".
Byen er verdenskendt for at være vært for hovedcampus i HEC Paris siden 1964.